# The Giver (película)
The Giver (The Giver en España y El dador de recuerdos en Hispanoamérica) es una película estadounidense de ciencia ficción social dirigida por Phillip Noyce, y protagonizada por Jeff Bridges, Brenton Thwaites, Odeya Rush, Meryl Streep, Alexander Skarsgård, Katie Holmes y Cameron Monaghan. La cinta es la versión cinematográfica de la novela homónima (en castellano, El dador), escrita por Lois Lowry en 1993.
Su preestreno fue el 11 de agosto de 2014 y se estrenó en cines de los Estados Unidos el 15 de agosto del mismo año, recaudando 67 millones de dólares frente a un presupuesto de 25 millones. Recibió una nominación al Premio People's Choice en la categoría "Película dramática favorita".

## Argumento
La película cuenta la historia de un mundo perfecto en el que se supone que todo el mundo es feliz, dado que se han erradicado todas las diferencias y todas las posibles causas de disensión entre la sociedad. Las personas viven en una sociedad perfectamente diseñada y controlada. 
A cada uno se le designa a cierta edad una profesión (Misión) que la comunidad (representada por un grupo colegiado de personas sabias) cree conveniente por sus aptitudes y cualidades. Las emociones, e incluso el color, han sido relegados al olvido. Jonás (Brenton Thwaites), un joven adolescente, es elegido para una profesión peculiar y secreta: el Receptor de Memorias. Es entrenado por un anciano llamado "El Dador" (Jeff Bridges), puesto que conserva todos los recuerdos del mundo anterior, por si los sabios se encontraran ante un problema para el que no tienen experiencia.
Es así como el joven descubrirá el dolor, la tristeza, la guerra y todas las demás duras verdades que conforman nuestra realidad a la vez que tiene acceso a todas esas otras cosas maravillosas que nos hacen ser humanos, destacando entre ellas el amor y la esperanza.
Al recibir recuerdos de dolor—una caída de caballo, la visión de la disciplina, la soledad—Jonás comienza a cuestionar la moral de la Comunidad. Las rutinas programadas y el fármaco diario que suprime la emoción (“la vacuna”) le alejan de sus amigos y familiares, quienes no pueden compartir sus nuevas percepciones. 
Jonás también aprende la verdad sobre la “liberación”: visita la sala de procedimientos y descubre que “liberar” a un bebé o a un anciano equivale a inocularles una sustancia letal antes de desechar sus cuerpos en un horno crematorio. Horrorizado, se da cuenta de que toda la cohesión social de la Comunidad se sustenta en el ocultamiento de la muerte y el sufrimiento. El Dador confiesa que planea desaparecer (morir) pronto, buscando que su conocimiento regrese a la Comunidad.
Jonás se da cuenta del absurdo utópico en el que está sumida su sociedad. Descubre cómo se controla la natalidad a través del asesinato de recién nacidos en el hospital.
El Dador lleva el peso del dolor y el placer del pasado. Su misión se revela crucial: sin memoria colectiva no hay sabiduría, pero sin control de la población no hay caos. El Dador propone un plan: Jonás debe huir de la Comunidad llevando con él el Elixir de la Memoria. Una vez fuera, llegará al “mundo real” donde habitan pocas comunidades que conservan la historia y los colores, y donde eventualmente el conocimiento de la memoria regresará a su antiguo hogar, liberando a sus habitantes del olvido.
La oportunidad llega cuando Jonás descubre que su hijo recién nacido —su amigo de “familia”— ha sido marcado para liberación por un defecto. Incapaz de aceptar ese destino, Jonás y El Dador modifican el plan: Jonás liberará al bebé e iniciará su huida con él. El Dador sacará a la luz la verdad a través de transmisiones de recuerdo en la red de altavoces de la ciudad, generando confusión y despertando emociones en la población.
Una noche, Jonás roba la motocicleta de su amiga Fiona, libera al bebé y escapa al bosque. Cazado por vehículos de seguridad y drones, Jonás atraviesa ríos y senderos helados durante una tormenta de nieve. Su vestimenta, solo ropa ligera, es insuficiente para el frío extremo; el equipo de seguridad de la Comunidad lo da por muerto.
Mientras Jonás avanza semidesnudo, el bebé—dormido—sobrevive al frío gracias a los recuerdos térmicos que El Dador le transfirió antes de partir. Finalmente, Jonás alcanza la cima de una colina iluminada por auroras: un valle boscoso y un pequeño asentamiento con casas de colores, donde seres humanos sonríen y les dan la bienvenida. Al despertar, el bebé emite un llanto alegre, un símbolo de esperanza. 

## Reparto
- Brenton Thwaites como Jonás
- Odeya Rush como Fiona
- Jeff Bridges como El Dador
- Meryl Streep como Chief Elder
- Alexander Skarsgård como el padre de Jonás
- Katie Holmes como la madre de Jonás
- Cameron Monaghan como Asher
- Taylor Swift como Rosemary
- Emma Tremblay como Lilly
- Thabo Rametsi como Robbie